# (13221) Nao
(13221) Nao (1997 OY) – planetoida z pasa głównego asteroid okrążająca Słońce w ciągu 4,52 lat w średniej odległości 2,73 j.a. Odkryta 24 lipca 1997 roku.